# Gymnogramma acrocladon
Gymnogramma acrocladon là một loài dương xỉ trong họ Pteridaceae. Loài này được Mapplebeck mô tả khoa học đầu tiên.
Danh pháp khoa học của loài này chưa được làm sáng tỏ. 